# レイ・コリンズ (俳優)
レイ・ビドウェル・コリンズ（Ray Bidwell Collins、1889年12月10日 - 1965年7月11日）は、ブロードウェイ・シアターの劇場や、ラジオ、映画、テレビドラマで活躍した、アメリカ合衆国の性格俳優。舞台では900以上の役柄をこなし、ラジオドラマの隆盛期において最も成功した俳優のひとりとなった。長年にわたりオーソン・ウェルズの友人、共同作業者であり、ハリウッドへ赴いたのもマーキュリー劇団の仲間と一緒にであったし、劇映画への初出演も『市民ケーン』における、ケーンの容赦ない政敵の役であった。コリンズは75本以上の映画に出演し、テレビでは最も広く知られることになった役柄である、長く放映された『弁護士ペリー・メイスン (Perry Mason)』の短気なトラッグ警部 ( Lieutenant Tragg) などを演じた。

## 主な出演映画・テレビ

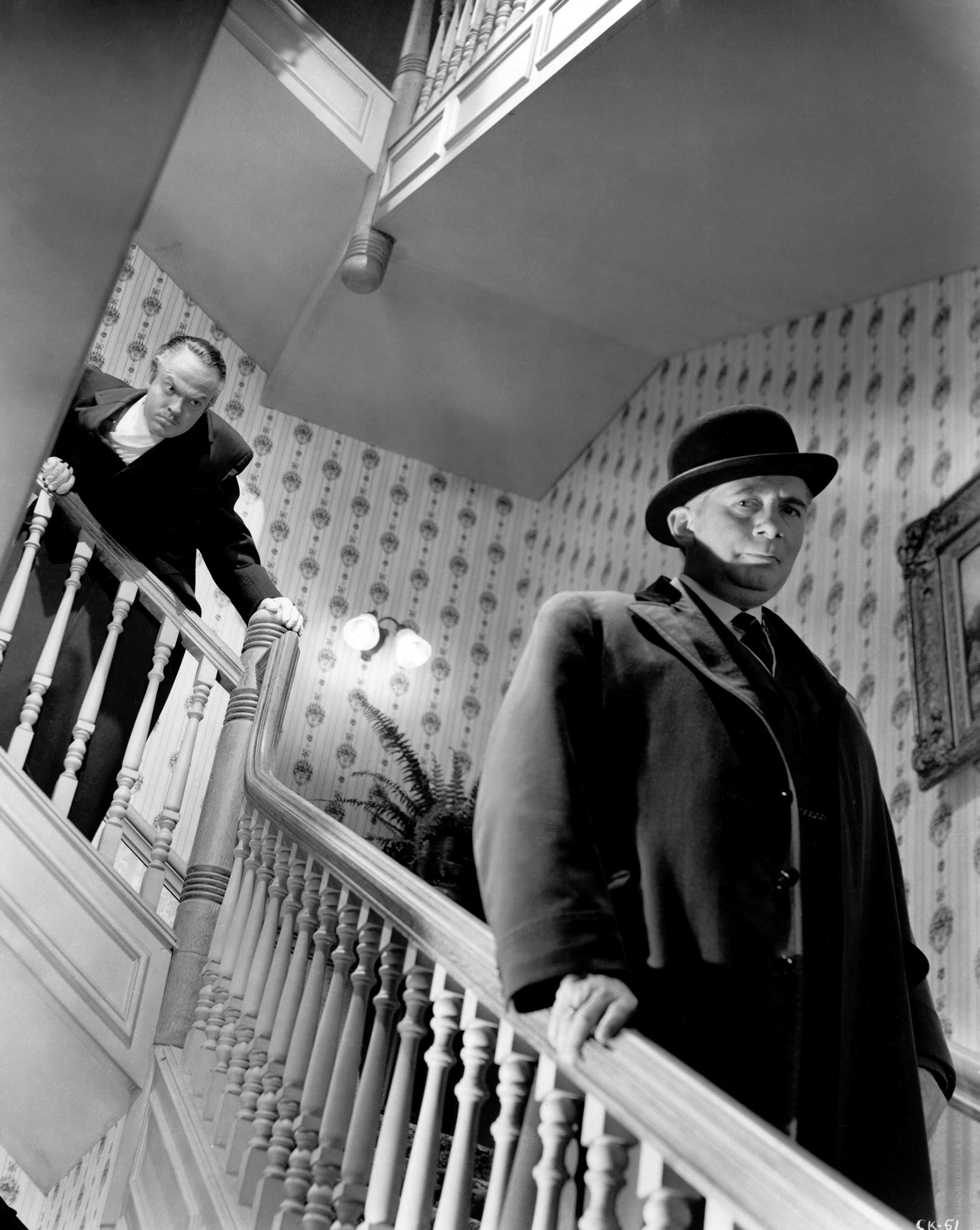
長編映画デビューのコリンズ, 市民ケーン (1941)

| 年        | タイトル                     | 役                                              | 備考                                    |
| --------- | ---------------------------- | ----------------------------------------------- | --------------------------------------- |
| 1941      | 市民ケーン                   | ジェームズ・W・ゲティス（ケーンの政敵）         | 長編映画デビュー                        |
| 1942      | 偉大なるアンバーソン家の人々 | ジャック アンバーソン（アンバーソン大佐の息子） | [ 1 ]                                   |
| 1944      | キュリー夫人                 | Lecturer's voice                                | [ 1 ]                                   |
| 1945      | 哀愁の湖                     | Glen Robie                                      | [ 1 ]                                   |
| 1946      | 我等の生涯の最良の年         | ミルトン氏（銀行の頭取）                        | [ 1 ]                                   |
| 1949      | コロラド                     | ビッグ・エド・カーター                          | [ 1 ]                                   |
| 1949      | 春の珍事                     | グリーンリーフ教授                              | [ 1 ]                                   |
| 1949      | 摩天楼                       | ロジャー・エンライト                            | [ 1 ]                                   |
| 1949      | 女相続人                     | Jefferson Almond                                | [ 1 ]                                   |
| 1950      | サマーストック               | Jasper G. Wingait                               | [ 1 ]                                   |
| 1954      | ローズ・マリー               | アップルビー警視正                              | [ 1 ]                                   |
| 1955      | 必死の逃亡者                 | Sheriff Masters                                 | [ 1 ]                                   |
| 1956      | ヒッチコック劇場             | Herbert Brenner                                 | TV episode "Conversation Over a Corpse" |
| 1957–1964 | Perry Mason                  | トラッグ警部                                    | テレビシリーズ                          |
| 1958      | 黒い罠                       | アデール地方検事                                | [ 1 ]                                   |